# MZV Cobra
L'MZV Cobra è un ciclomotore di tipo tubone prodotto dalla casa bolognese MZV dagli anni settanta fino verso la fine degli anni ottanta.
Deve il suo nome al serbatoio allargato nella zona sotto il tappo della benzina che ricorda la testa dell'omonimo serpente.
Era dotato di un classico, per i tempi, propulsore della Motori Minarelli raffreddato ad aria da 50 cm³ e dotato di cambio a pedale. 
Fu portato agli onori della cronaca per i numerosi successi ottenuti negli anni '90 dal Team Elomac di Bologna che utilizzò questi modelli per battere numerosi record di velocità, sperimentando nuove frontiere delle elaborazioni meccaniche con i piloti Landi B. e Leonidi L.